# Clayton Nemrow
Clayton Maxwell Nemrow (* 15. Dezember 1965 in Boston, Massachusetts) ist ein US-amerikanischer Schauspieler und Musicaldarsteller.

## Leben und Karriere
Clayton Nemrow absolvierte an der New York University und am Lee Strasberg Theatre and Film Institute seine Schauspielausbildung. Danach stand er in den USA in Musicals wie MacBeth, Hair oder My Fair Lady auf der Bühne. 
Nachdem Nemrow seinen Wohnsitz nach Deutschland verlegt hat, wirkte er in einer Vielzahl von Fernsehproduktionen mit. Eine seiner bekanntesten Rollen ist die des Architekten Lars van der Lohe in der Telenovela Verliebt in Berlin. In der ebenfalls von RTL produzierten Serie Gute Zeiten, schlechte Zeiten spielte Nemrow die Rolle des Bandkollegen von Dark Circle. 
2015 spielte er die Rolle des Captain Edwards in dem ZDF-Spielfilm Tannbach – Schicksal eines Dorfes.
Er beherrscht die Sprachen Englisch (Muttersprache), Deutsch (fließend) sowie diverse Dialekte (Britisch, Schottisch, Irisch, Slawisch).
Clayton Nemrow wohnt zurzeit in Berlin und Los Angeles. 2016 hat er geheiratet. 

## Filmografie (Auswahl)
- 1999: Die Millennium-Katastrophe – Computer-Crash 2000 (Sat.1, Spielfilm)
- 2001: Joe & Max (Amerikanische Produktion)
- 2002: Küstenwache (ZDF, Fernsehserie)
- 2003: Sabine! (ZDF, Serie)
- 2004: Die letzten Tage (ARD, Spielfilm)
- 2005–2006: Verliebt in Berlin (Sat.1, Fernsehserie)
- 2006: Unser Charly (ZDF, Fernsehserie)
- 2006: GSG 9 – Ihr Einsatz ist ihr Leben (Sat.1, Fernsehserie)
- 2006: Verliebt in Berlin – Das Ja-Wort
- 2007: Mama arbeitet wieder (ARD, Spielfilm)
- 2010: Eine wie keine (Sat.1, Fernsehserie)
- 2011: Lena will es endlich wissen
- 2012: Gute Zeiten, schlechte Zeiten (RTL, Fernsehserie)
- 2014: Der Kriminalist (Folge Rex Solus)
- 2015: Tannbach – Schicksal eines Dorfes (ZDF, Spielfilm)
- 2016: Severus Snape and the Marauders (Youtube, Fanfilm)
- 2018: Robin – Watch for Wishes (YouTube-Film)
- 2019: Hüftkreisen mit Nancy (ZDF, Spielfilm)
- 2019: First Cow
- 2019: Icarus. The Legend of Mietek Kosz
- 2020: Die verlorene Tochter
- 2020: Marlo Lasker
- 2020: The Midas Touch
- 2021: The Billion Dollar Code